# Colostygia deleataria
Colostygia deleataria är en fjärilsart som beskrevs av Carl Peter Thunberg 1784. Colostygia deleataria ingår i släktet Colostygia och familjen mätare. Inga underarter finns listade i Catalogue of Life.